# Banzon (departamento)
Banzon é um departamento ou comuna da província de Kénédougou no Burkina Faso. A sua capital é Banzon.
Em 1 de julho de 2018 tinha uma população estimada em 24263 habitantes.